# George Platt Lynes
George Platt Lynes, född 15 april 1907 i East Orange, död 6 december 1955 i New York, var en amerikansk mode- och reklamfotograf under 1930 och 1940-talen. 
Han kom till Paris 1925, för att förbereda sig för gymnasiet. Där kom hans liv att förändrades av den vänkrets som han fick, bland andra Gertrude Stein, Glenway Wescott och Monroe Wheeler. I över tio år hade sedan Lynes en kärleksrelation med både Monroe Wheeler och Glenway Wescott.
Han gick på Yale University 1926, men hoppade av efter ett år och flyttade till New York, med tanken på en litterär karriär. Han öppnade även en bokhandel i Englewood 1927. Han blev intresserad av fotografi, inte med avsikt på en karriär, utan för att fotografera sina vänner, och visa upp bilderna i sin bokhandel.
Han återvände till Frankrike 1926, i sällskap med Wescott och Wheeler. Han reste runt i Europa under de kommande åren, och blev nära vän med en stor krets av konstnärer, bland andra Jean Cocteau och Julien Levy. Levy skulle ställa ut sina fotografier i sitt galleri i New York 1932, och samma år öppnade Lynes sin studio där.
Han fick uppdrag från Harper's Bazaar, Town & Country och Vogue, och för Vogue gjorde han ett omslag med den svenska modellen Lisa Fonssagrives. 1935 ombads han att dokumentera de främsta dansarna och produktionerna av Kirsteins och George Balanchines nygrundade American Ballet-kompani.
Han tillbringade på 1940-talet några somrar vid Provincetown, tillsammans med sina vänner Jared French, Margaret French och Paul Cadmus, i deras kollektiv PaJaMa, och många av hans bilder på dem finns i MoMAs arkiv.
1946 flyttade Lynes till Los Angeles för att leda Vogues Hollywood-kontor, men 1948 tvingade ekonomiska problem honom att återvända till New York. Tyvärr var hans tidigare framgångar där svår att återfå, och i slutet av 1951 fick han stänga sin studio, och auktionera ut sina kameror.
Han hade en stor produktion av fotografier med homosexuella konstnärer, dansare och författare, som donerades till Kinsey Institute efter hans död 1955. 
1954 hade Lynes diagnostiserats med lungcancer, och sades ha förstört mycket av sina papperskopior och negativ-arkiv, särskilt hans nakenbilder. Men det är senare känt att han donerade många av dessa verk till Kinsey Institute, institutets chef köpte också ca 600 negativ av Lynes.
Efter en sista resa till Europa återvände George Platt Lynes till New York, där han dog 6 december 1955, 48 år gammal.  